# Reric

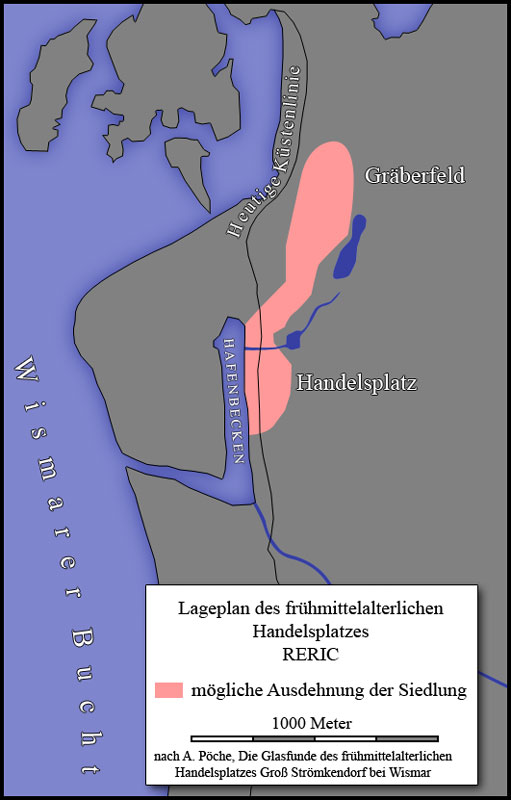
Mappa di Reric nei pressi di Strömkendorf

Reric o Rerik fu un emporio multietnico di epoca vichinga che ospitava sia Slavi che Scandinavi. Era situato sulla costa meridionale del Mar Baltico, nei pressi di Wismar in quello che oggi è il Land Meclemburgo-Pomerania Anteriore. Reric fu fondata attorno al 700, quando gli Slavi Obodriti colonizzarono la regione. All'inizio del IX secolo i signori di Reric si allearono con Carlo Magno, il quale ne utilizzò il porto contro i Sassoni e i Dani. Fu distrutta nell'808 dal re vichingo Göttrik, e i suoi mercanti furono portati presso l'emporio vichingo di Hedeby (chiamato anche Haithabu), nei pressi dell'attuale città di Schleswig.

## Posizione geografica
La posizione geografica di Reric è stata a lungo in discussione. Le più antiche teorie ipotizzavano che fosse Oldenburg, Lubecca, il castello del Meclemburgo, o Alt-Gaarz sulla penisola di Fischland-Darß-Zingst, rinominata in Rerik nel 1938. A partire dagli anni novanta, si è iniziato a pensare che Reric coincida con un sito archeologico nei pressi di Groß Strömkendorf, sulla costa orientale della baia di Wismar. Questa ipotesi si basa sui risultati presentati dall'Università di Kiel e dal Dipartimento di Stato per l'Archeologia del Meclemburgo-Pomerania Anteriore, che hanno parzialmente scavato circa 20 ettari del sito tra il 1995 ed il 1999.

## Archeologia
Vi sono abbastanza prove del fatto che Groß Strömkendorf fosse Reric, tra cui le date di fondazione e distruzione. Groß Strömkendorf era dotata di un porto profondo. Abitata originariamente a nord del sito odierno, l'insediamento fu spostato in seguito a sud trasformando la vecchia zona in un cimitero. Il nuovo sito conteneva edifici simili ai quelli di West Stow in Inghilterra.
Tra le ceramiche vi erano esemplari del tipo chiamato Tating ware. Le ceramiche più diffuse erano di tipo Sukow, utilizzato dagli Slavi occidentali durante l'VIII secolo. Sono state trovate anche ceramiche del tipo di Feldberg, anche se in quantità minore. Le ceramiche importate dagli stati occidentali sono rare. Sono state trovate anche pietre per affilare, prove della lavorazione di tessuti e oggetti in ferro e bronzo, ma nessuna prova di più importanti attività industriali, il che fa pensare che la produzione fosse solo per uso locale. Prodotti non finiti e scarti di lavorazione fanno pensare alla produzione di oggetti in vetro, ferro, ambra e corno.
L'insediamento si estendeva per 500 metri lungo la costa. Sono stati trovati reperti slavi nel raggio di 10 km dall'insediamento. La vicina fortezza di Meclemburgo venne fondata a cavallo tra il VII e l'VIII secolo e, con Reric, rappresenta quindi il più antico insediamento slavo in questo tratto della costa baltica.

## Declino
Come riportato dagli Annales Regni Francorum dell'808, il re danese Göttrik (chiamato anche Godfred) aveva ricevuto molti tributi da Reric negli anni precedenti, ma nell'808 "distrusse" l'emporium catturando "i mercanti presenti". Göttrik li fece trasferire ad Hedeby (o Haithabu, Sliasthorp), emporium contemporaneo situato nei pressi della Danimarca. Questo scontro fece parte della guerriglia intercorsa tra la Danimarca ed il regno franco di Carlo Magno, nel corso del quale i Franchi si allearono con gli Obodriti. La distruzione del posto può non essere stata portata a termine, dato che si dice che un duca Obodrita, Drazko, sia stato ucciso a Reric l'anno seguente.
"Reregi", nome alternativo degli Obodriti usato dai cronici medievali Adamo da Brema e Helmold di Bosau, deriva probabilmente da "Reric".